# Ricardo Trigueño Foster
Ricardo Trigueño Foster (Livingston, 17 aprile 1980) è un ex calciatore guatemalteco, di ruolo portiere.

## Carriera

### Club
Dal 2001 al 2004 gioca nell'Aurora, squadra del suo paese, prima di trasferirsi al Suchitepéquez nel 2004. Dal 2005 al 2006 gioca nel Deportivo Marquense. Dal 2007 al 2010 è al Deportivo Petapa. Nel 2010 passa al Malacateco, per poi ritornare nel 2011 al Petapa. Nel 2012 va al Xelajú, mentre nel 2013 ritorna al Suchitepéquez.

### Nazionale
Con la nazionale guatemalteca ha giocato 53 partite; ha partecipato alla CONCACAF Gold Cup 2007 da portiere titolare.